# Meteos
Meteos (メテオス?, Meteosu) è un videogioco rompicapo sviluppato da Q Entertainment e pubblicato nel 2005 da Bandai per Nintendo DS. Commercializzato in America settentrionale e in Europa da Nintendo, il videogioco è stato convertito per telefono cellulare e distribuito su Xbox Live Arcade. Nel 2007 è stato realizzato uno spin-off del videogioco, dal titolo Meteos: Disney Magic, che presenta personaggi Disney tratti da franchise quali Pirati dei Caraibi, Nightmare Before Christmas, Toy Story e Il re leone.

## Modalità di gioco
Ambientato sulla navicella spaziale Metamo Ark, lo scopo di Meteos è quello di lanciare meteoriti, denominati Meteos, per distruggere i pianeti. Per mandare in orbita i meteoriti, bisogna allinearne tre dello stesso colore in verticale o in orizzontale su una griglia quadrata. I Meteos che appaiono, il loro stile visivo e la fisica dipendono dai livelli, composti dai vari pianeti, e rappresentano un colore: bianco per l'aria, azzurro per l'acqua, rosso per il fuoco, arancione per la terra, viola per il metallo, giallo per l'elettricità, verde scuro per l'erba, rosa per zoo, ossia la vita, verde chiaro per la luce e blu scuro per il buio, più altri due tipi rari, ossia anima e tempo. Il giocatore deve inoltre resistere agli attacchi delle meteoriti provenienti dal pianeta, che se raggiungeranno la linea rossa in cima allo schermo provocheranno il game over. 
Il gioco ha una modalità storia: un pianeta ostile e malvagio, Meteo, sta sparando Meteos a diversi pianeti, causando morte e distruzione sui vari mondi, ma le popolazioni di tutti i pianeti, una volta scoperto che allineando tre Meteos dello stesso tipo possono rispedirli nello spazio, usano questa strategia per contrattaccare. Spetta alla Metamo Ark, un'astronave fatta di Meteos, raggiungere e distruggere Meteo. In questa modalità storia sono presenti tre tipi di percorsi distinti, tutti con Meteo come boss finale, ossia un percorso dritto con pianeti casuali, un bivio con sette possibili finali, e un percorso con missioni che devono essere tutte completate per raggiungere il finale migliore sconfiggendo il vero Meteo (tre pianeti Meteo allo stesso tempo), e il finale varia in base al percorso in cui si ha sconfitto Meteo.
Nella modalità multigiocatore si può giocare in due o quattro giocatori con l'obiettivo di distruggere i pianeti avversari.